# V8 Wankers

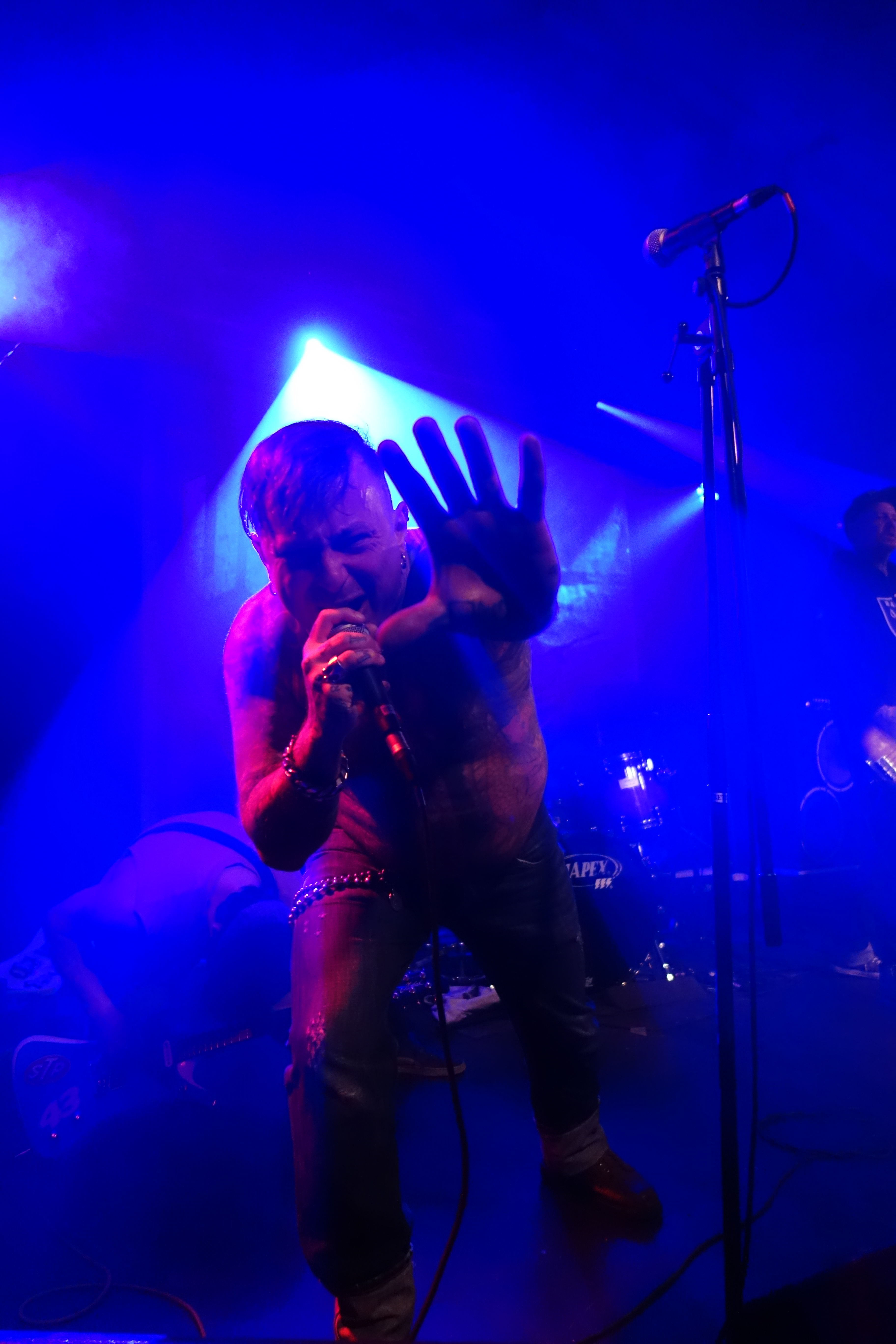
Lutz Vegas live im Club Das Bett in Frankfurt am 9. Dezember 2016

Die V8 Wankers sind eine 2000 gegründete Punk-’n’-Roll-Band aus Offenbach am Main.

## Geschichte

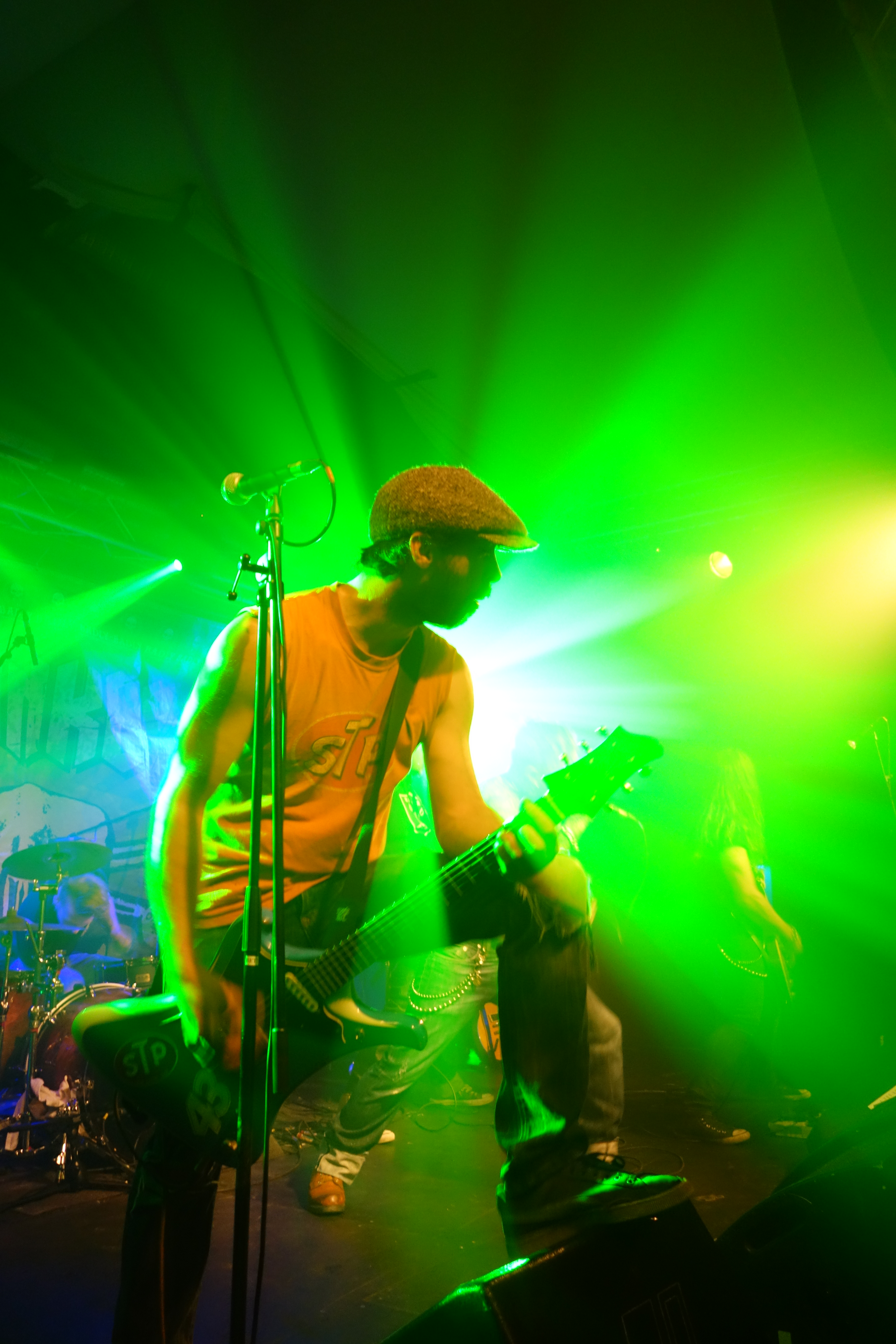
Gitarrist Wally live im Club Das Bett

2000 gegründet, wurden 2001 die ersten Liveauftritte mit Skew Siskin und Rose Tattoo gespielt. 2002 erschien ihr Debütalbum Blown Action Rock auf Element Records, und die V8 Wankers gingen zusammen mit Cosmic Ballroom auf Deutschlandtour. Im gleichen Jahr spielten sie auf dem Bizarre-Festival und in Kroatien mit Motörhead. Nachdem 2003 das zweite Album Automotive Rampage auf Rude Records veröffentlicht worden war, spielte die Band wieder mit Rose Tattoo und trat auf dem Wacken Open Air auf. 2005 erschien das Album The Demon Tweak und die V8 Wankers gingen auf Europatournee, die sie 2006 in über 120 Städte führte. Das Album Hell On Wheels erschien 2007, 2010 folgte das Album Foxtail Testimonial.
Die Band, die früher einmal für ihre Vollkörpertätowierungen bekannt war, inzwischen aber weitaus weniger volltätowierte Mitglieder hat, bezeichnet ihr Genre selbst als High Speed Rock’n’Roll.

## Diskografie

### EPs
- Blown Action Rock (Colored Vinyl Limited 666 Stück)
- 2003: This One IS For You (Autobahn Outlaw)
- 2003: We're Gonna Kick It (Knock-Out Records)
- 2005: V8 Wankers Play Waltons (Punk'n'Drunk Recordings)
- 2021: V8 Wankers Party round the clock

### Alben
- 2002: Blown Action Rock (Element Records)
- 2003: Automotive Rampage (Rude Records)
- 2004: Blown Action Rock (Re-Release, Element Records)
- 2005: The Demon Tweak
- 2007: Hell On Wheels
- 2010: Foxtail Testimonial (Psycho T Records)
- 2011: Iron Crossroads
- 2012: Tarmac Terror (Psycho T Records)
- 2013: Got Beer?
- 2015: Harden the Fuck up
- 2018: Full Pull Baby!
- 2024: Choices Made In Anger (Remedy Records)

### Splits
- 2003: V8 Wankers vs. Cosmic Ballroom (Rude Records)
- 2003: V8 Wankers vs. Boozed (Rude Records)
- 2004: V8 Wankers vs. American Dog (Art Beat Records)
- 2004: V8 Wankers vs. Bad Machine (Bootleg Booze Records)
- 2005: V8 Wankers vs. Bad Dog Boogie (Devils Shitburner Records)
- 2006: V8 Wankers vs. Psychopunch (Stereodrive! Records)
- 2006: V8 Wankers vs. Electric Eel Shock (Punk'n'Drunk Recordings)
- 2006: V8 Wankers vs. The Chuck Norris Experiment (Master Rock Records)
- 2007: 4 Those About To Rock (V8 Wankers vs. The Chuck Norris Experiment vs. Electric Frankenstein vs. The Whocares, Buzztown Records)
- 2007: V8 Wankers vs. Electric Frankenstein (Stereodrive! Records)
- 2007: V8 Wankers vs. Nietnagel (Evil Wheel Records)
- 2007: V8 Wankers vs. Peter Pan Speedrock (Tornado Ride Records)
- 2007: V8 Wankers vs. Zamarro (Lux Noise Records)
- 2008: V8 Wixxxer vs. Serum 114
- 2010: V8 Wixxxer vs. Ben Gun (Psycho T Records)

### Samplerbeiträge
- 2005: Punk’n’Roll A Licious Vol.2 (Punk'n'Drunk)
- 2006: Punk’n’Roll A Licious Vol.3 (Punk'n'Drunk)
- 2006: A German Underground Tribute to Motorhead (Master Rock Records)

## V8W Speedclub
2007 wurde der „V8W Speedclub“, eine Art Fanclub, der sich in der Organisationsstruktur an der Turbojugend orientiert, gegründet. Der Speedclub wird von der Band selbst gefördert, sie hat den „Chapter“ Headquarters inne, und trägt als Erkennungszeichen das Speedclublogo mit dem jeweiligen Chapternamen auf dem Rücken einer frei wählbaren Kutte sowie einem Patch des „Wankernamens“, also den Spitznamen des jeweiligen Mitglieds, auf der Brust.

## V8 Wixxxer
2008 erschien das Album „Wixxxer ohne Grund“, welches deutsche Versionen einiger Lieder der V8 Wankers enthält. Für dieses Album benannte sich die Band für das deutschsprachige Projekt in „V8 Wixxxer“ um. Bis heute erschienen unter diesem Namen drei Alben: Wixxxer ohne Grund, Riecht nach Friedhof und Nur für dich.